# Friedrich von Hermann

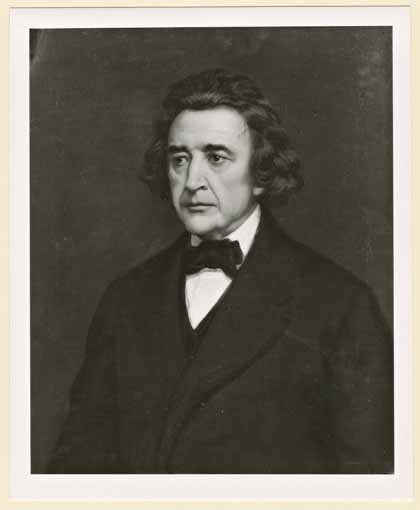
Friedrich von Hermann

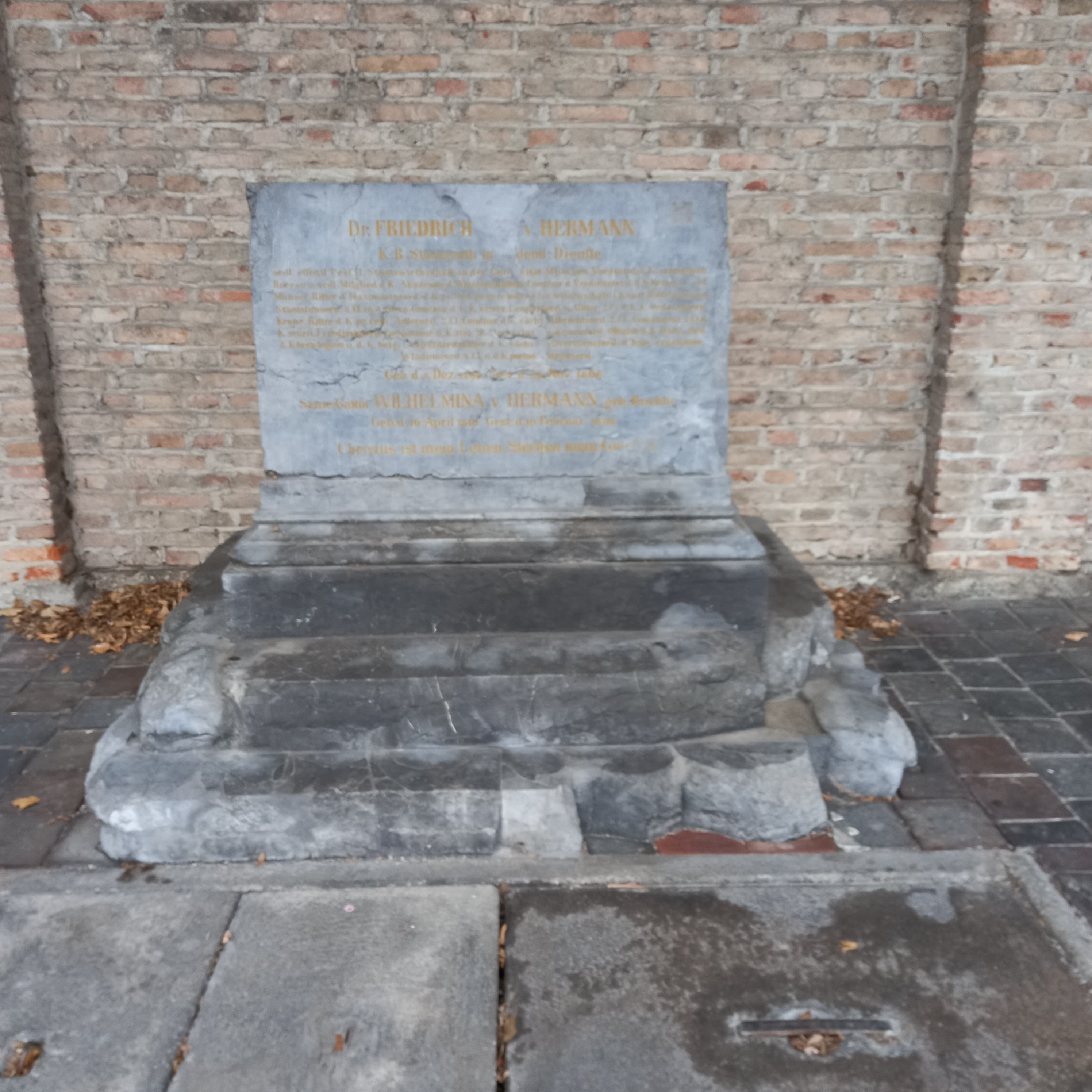
Das Grab von Friedrich von Hermann und seiner Ehefrau Wilhelmina geborene Rocholz auf dem Alten Südlichen Friedhof in München

Friedrich Benedikt Wilhelm von Hermann (* 5. Dezember 1795 in Dinkelsbühl; † 23. November 1868 in München) war ein Nationalökonom und gilt als Begründer der volkswirtschaftlichen statistischen Wissenschaft.

## Leben
Von Hermann studierte und promovierte in Erlangen. 1823 habilitierte er sich als Dozent für Kameralwissenschaften. Ab 1827 war er in München tätig, zunächst als Professor an der Polytechnischen Schule, dann ab 1833 als ordentlicher Professor für Staatswissenschaft an der Münchner Universität.
Geprägt wurde sein Leben durch seinen Einsatz für die Umsetzung und Anwendung der Wissenschaft und vor allem für das technische Schulwesen.
Sein Hauptwerk sind die 1832 erschienenen Staatswirtschaftliche Untersuchungen über Vermögen, Wirtschaft, Einkommen und Verbrauch. Aufgrund dieser Arbeit wurde er zum ordentlichen Professor ernannt. Von Hermann gilt heute als einer der Begründer der subjektiven Wertlehre in der Nationalökonomie.
Er zählt auch zu den wichtigsten politischen Beratern der bayerischen Könige von Max I. bis Ludwig II.; besonders unter Maximilian II. (1848–1864) hat er die Wirtschaftspolitik Bayerns stark mitbestimmt; erwähnenswert ist sein Beitrag zur Entwicklung des Sparkassenwesens in Bayern.
Von Hermann wurde 1835 Mitglied der Bayerischen Akademie der Wissenschaften. 1848/49 war er Abgeordneter der Frankfurter Nationalversammlung. Im Jahre 1853 erhielt er den Bayerischen Maximiliansorden für Wissenschaft und Kunst. 1855 wurde von Hermann zum Staatsrat ernannt. Am 24. Januar 1861 wurde er in den preußischen Orden Pour le Mérite für Wissenschaft und Künste aufgenommen.

## Werke
- Staatswirtschaftliche Untersuchungen. München 1874.(Digitalisierte Ausgabe)
- Kalender auf das Jahr 1842/43/44. München. (Digitalisierte Ausgabe der Universitäts- und Landesbibliothek Düsseldorf)